# Sparria
Sparria is een geslacht van schimmels behorend tot de familie Opegraphaceae. De typesoort is Sparria cerebriformis.

## Soorten
Volgens Index Fungorum telt het geslacht twee soorten (peildatum maart 2022):
| Soortnaam             | Auteur(s)                       | Publicatiejaar |
| --------------------- | ------------------------------- | -------------- |
| Sparria cerebriformis | (Egea & Torrente) Ertz & Tehler | 2011           |
| Sparria endlicheri    | (Garov.) Ertz & Tehler          | 2011           |